# Ritornerò da te
Ritornerò da te è un singolo del cantautore italiano Giovanni Caccamo, pubblicato il 12 febbraio 2015.
Il brano è stato presentato al Festival di Sanremo 2015 nella sezione Nuove Proposte, risultando vincitore.

## Il brano
Scritto dallo stesso Caccamo, Ritornerò da te si muove in bilico tra ritmiche serrate e grandi aperture, alternando pianoforte e sintetizzatore; il testo richiama atmosfere sognanti di un amore sospeso. Il brano è anche il primo singolo estratto dall'album di esordio di Giovanni, Qui per te, uscito il 12 febbraio.
Oltre al primo posto ottenuto al Festival di Sanremo 2015 nella sezione nuove proposte il brano ha vinto anche il Premio della critica "Mia Martini", il Premio "Emanuele Luzzati" e il Premio Sala Stampa "Lucio Dalla" (Sala Stampa Radio-TV).

## Video musicale
Il videoclip per la regia di Giulio Volpe è stato pubblicato il 12 febbraio 2015 su Vevo.

## Tracce
Download digitale
1. Ritornerò da te – 3:02 (Giovanni Caccamo)

## Classifiche
| Classifica (2015) | Posizione massima |
| ----------------- | ----------------- |
| Italia (FIMI)     | 33                |
| Italia (airplay)  | 19                |